# 吕素君
吕素君（英語：Beatrice Looi，1967年4月15日—），是一位来自马来西亚吉隆坡的时尚设计师。她在2017年被评为马来西亚十大新娘礼服设计师之一。她的品牌 "Beatrice Looi Couture "被英国《婚礼与蜜月目的地》杂志提名为亚洲新娘礼服设计师之一。由于她在时尚界的成就，她还被《Le Prestige》杂志评为马来西亚“40岁以下40强”。此外，她还被马来西亚迪士尼指定为2017年电影 “美女与野兽”推出的珍藏系列的唯一服装设计师。 她的品牌类别包括多个时装系列，高级定制，晚装和新娘礼服等。

## 简历

### 早年经历
Beatrice 吕素君出生在一个时尚家庭。从小的她就向母亲学做衣服和买布料。她会花时间看母亲缝制衣服，并收集布料碎片为她的娃娃缝制衣服。在这个过程中，她学会了制作服装的基本知识，很快她就能自己制作新衣裳。她以日本著名时尚设计师三宅一生和山本宽斋为创作灵感学习对象。他们的标志性风格全是细节，使用精美的花边，珠子，褶皱和大量流动的材料为创作与设计。

### 事业发展
她在中二毕业后，决定放弃求学，到母亲的制衣坊为当地的精品店、大型百货公司如百货美罗、伊势丹和百盛等设计和制作休闲装、场合装和晚装，以实现自己的理想。1999年，她创立了自己的同名品牌，而Eternity, Elite和EDC by Beatrice Looi自1991年起便开始成立。
她曾与众多知名品牌合作。2017年，她曾担任新加坡欧莱雅专业化妆品公司、马来西亚欧莱雅专业化妆品公司的2019风格与色彩奖杯、雅诗兰黛集团、资生堂、兰蔻、M.A.C化妆品、惠康化妆品、NYX化妆品等品牌推广活动担任造型师和服装设计师。
2017年，她被马来西亚迪士尼公司青睐，作为唯一的服装设计师合作，为2017年电影《美女与野兽》的发布会设计灵感系列。

### 娱乐业发展
她也积极参与本地娱乐圈的工作。她受邀参与ASTRO两部电影《WooHoo》和《大日子》的形象顾问工作，并在2013年获得马来西亚金筝奖最佳形象设计提名。
她还被任命为舞台剧和音乐剧的形象造型师/服装设计师，如《摩登大饭店》（2017年）、《一个时期》（2018年）、《龙国》（2018年）、《尼伯龙的指环》（2018年）、《马六甲》（2019年）、《阿洛伊的故事》（2019年）、《雷雨》（2019年）、《吵闹先生--别让乔和法里达知道》（2019年）。她曾在2016年凭借舞台剧《Kopi Susu》获得最佳服装设计师。同年，她为马来西亚有史以来时间最长的舞台剧《娘惹回忆录》创作了108套 "Peranakan "珍藏系列服装。 此外，她还在2019年第16届BOH金马伦艺术奖中，为舞台剧《尼伯龙的指环》赢得了最佳服装设计、造型与化妆奖。
Beatrice 吕素君与本地及海外艺人有许多合作。2016年，她被香港女星胡杏儿委任为TVB节目的时装导师。2017年，她被著名艺人吴建豪邀请并任命为其在悉尼的PROJECT S.A.L.T的时装设计师。